# 克列尼
50°57′6″N 30°57′44″E / 50.95167°N 30.96222°E
克列尼（烏克蘭語：Крені），是烏克蘭北部切爾尼希夫州切爾尼希夫區奥斯泰尔市镇的村庄。始建於1880年，面積0.27平方公里，海拔高度107米，2001年人口47人，人口密度每平方公里176.03人。